# Camporotondo Etneo
Camporotondo Etneo est une commune italienne de la province de Catane dans la région Sicile en Italie.

## Administration
| Période                                  | Période | Identité | Étiquette | Qualité |
| ---------------------------------------- | ------- | -------- | --------- | ------- |
|                                          |         |          |           |         |
| Les données manquantes sont à compléter. |         |          |           |         |

### Hameaux
Piano Tavola

### Communes limitrophes
Belpasso, Misterbianco, Motta Sant'Anastasia, San Pietro Clarenza